# Dukuhdimoro
Dukuhdimoro is een bestuurslaag in het regentschap Jombang van de provincie Oost-Java, Indonesië. Dukuhdimoro telt 3674 inwoners (volkstelling 2010).